# Guwahati
Guwahati (o Gauhati) è una suddivisione dell'India, classificata come municipal corporation, di 808.021 abitanti, capoluogo dei distretti di Kamrup Metropolitana e Kamrup, nello stato federato dell'Assam. In base al numero di abitanti la città rientra nella classe I (da 100.000 persone in su). È il centro urbano maggiore dello stato e dell'India nordorientale.

## Geografia fisica
La città è situata a 26° 10' 60 N e 91° 43' 60 E e ha un'altitudine di 51 m s.l.m.

## Infrastrutture e trasporti
La città è servita dall'Aeroporto Internazionale Lokapriya Gopinath Bordoloi, il quale dista 28 km.

## Società

### Evoluzione demografica
Al censimento del 2001 la popolazione di Guwahati assommava a 808.021 persone, delle quali 441.347 maschi e 366.674 femmine. I bambini di età inferiore o uguale ai sei anni assommavano a 83.697, dei quali 44.442 maschi e 39.255 femmine. Infine, coloro che erano in grado di saper almeno leggere e scrivere erano 629.357, dei quali 358.035 maschi e 271.322 femmine.